# Koba (Einheit)
Die Koba, auch Goba oder Kuba, war ein äthiopisches Volumen- und Flüssigkeitsmaß und Gewichtsmaß und war verbreitet im Kaiserreich Abessinien.

## Volumenmaß
- 1 Koba = 51,216 Pariser Kubikzoll = 1,0159 Liter Liter

## Gewichtsmaß
- Butter: 8 Koba = 1 Medane/Methanna[1]= 24 Rottel
- Butter: 1 Koba = 3 Rottel
- Honig: 1 Koba = 5 Rottel

- 1 Rottel: Je nach Annahme und Gebrauch: 311,03496 Gramm ; 336,8016 Gramm (nach dem Maria-Theresien-Taler) ; 444,73 Gramm (ägyptischer)